# ペトラ・マジッチ
ペトラ・マジッチ（Petra Majdič、1979年12月22日 - ）は、スロベニア、リュブリャナ出身のクロスカントリースキー選手。

## プロフィール
1999年1月9日にクロスカントリースキー・ワールドカップデビューし、10kmのレースで69位となった。同年の1999年ノルディックスキー世界選手権に出場、パシュート53位、5km59位となった。
2000年2月26日にファルンの10kmで30位となり始めてポイントを獲得した。2001年2月1日にアジアーゴで行われたスプリントで自身初めての表彰台となる3位となった。
2002年ソルトレークシティオリンピック代表となり10km8位、パシュート7位、リレー9位、30km12位となった。
2006年トリノオリンピックではパシュート11位、10km6位、個人スプリント8位、30km14位の成績を残し、3月にはスプリントでワールドカップ初勝利をあげた。
この優勝をきっかけにマジッチは成績を伸ばし、ワールドカップのスプリント総合で総合優勝3度、総合2位、総合3位各一度、2008-2009シーズンには全体総合でも2位となった。
2010年バンクーバーオリンピックではスプリント予選のウォーミングアップ中に転倒してコースアウトし、3mの崖から転落、肋骨を折る大けがを負った。しかしマジッチは決勝レースにも強行出場、痛みに耐えて銅メダルを獲得した。
この快挙に、スロベニアの大統領ダニロ・テュルクは金章を贈呈し、
2010年のスロベニアウーマンオブザイヤーを受賞した。
2010-2011シーズンを最後に現役を引退した。
ワールドカップ通算16勝（2位9回、3位8回）、ツール・ド・スキーで6勝、ワールドカップファイナル2勝。